# 北伊予駅
北伊予駅（きたいよえき）は、愛媛県伊予郡松前町神崎にある四国旅客鉄道（JR四国）予讃線の駅である。駅番号はU02。
本項目では、日本貨物鉄道（JR貨物）の松山貨物駅についても記述する。

## 歴史
- 1930年（昭和5年）2月27日：予讃線の松山駅 - 南郡中駅（現・伊予市駅）間開業と同時に設置[2]。駅名は当時の北伊予村に由来する。
- 1970年（昭和45年）6月1日：貨物取扱廃止[2]。
- 1984年（昭和59年）2月1日：荷物扱い廃止[2]。
- 1986年（昭和61年）3月3日：無人駅化[3]（簡易委託駅化[5]）。
- 1987年（昭和62年）4月1日：国鉄分割民営化により、JR四国の駅となる[2]。
- 1990年（平成2年）8月：一線スルー運用となる。
- 2015年度（平成27年度）：行き違い設備の増設工事が完了。
- 2019年（令和元年）11月15日：自由通路（愛称：べんてんばし[6]）が開通する[7]。
- 2020年（令和2年）3月14日：同一キロ程にJR貨物の松山貨物駅が開業[8][9]。

かつては当駅付近で分岐し、高知方面へとつなぐ路線（予土線）が構想されたこともあった。

## 駅構造

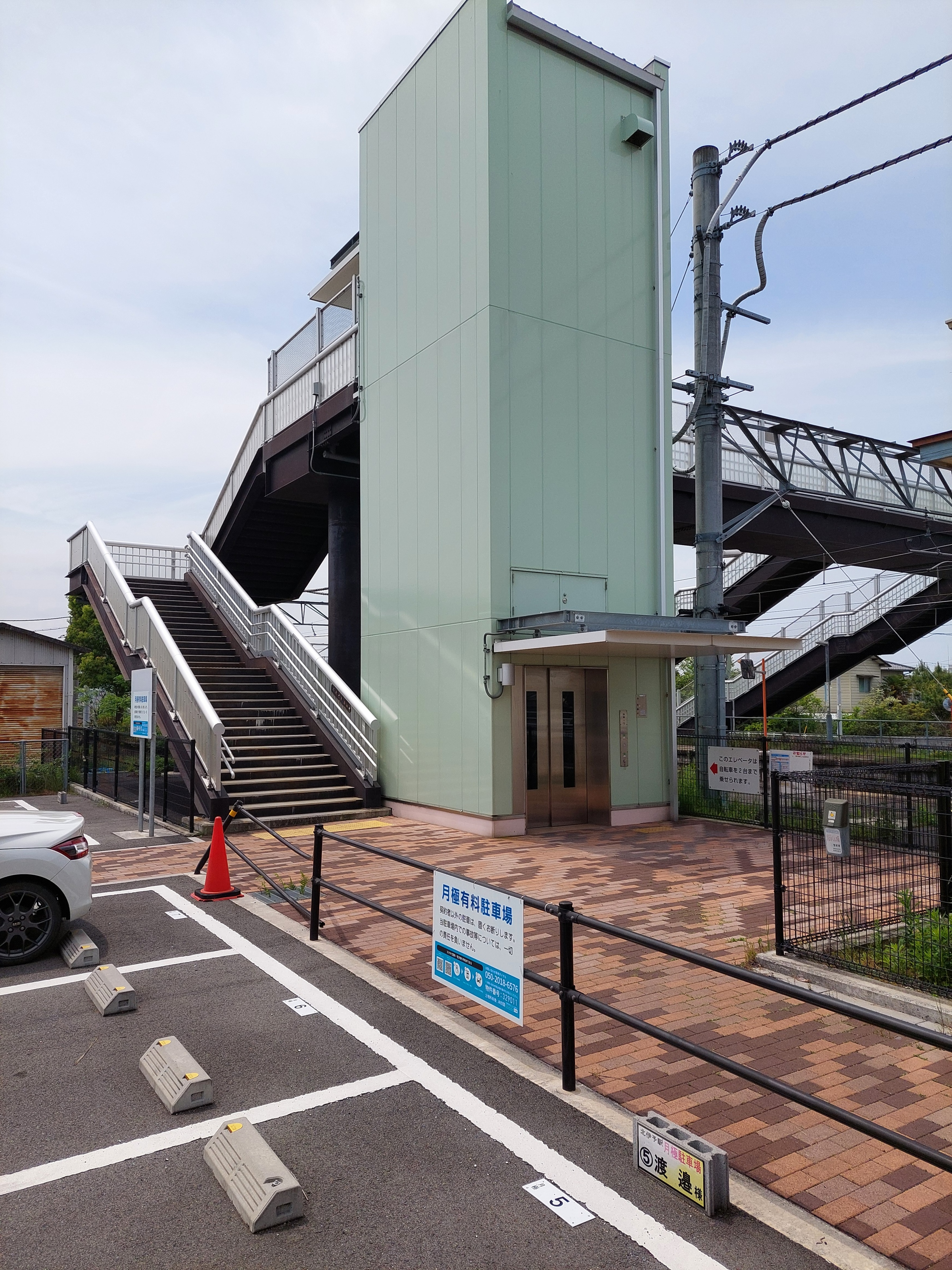
西口（2024年4月）

相対式ホーム2面3線（一線スルー）を有する地上駅で、駅舎はあるが無人駅である。松山運転所が南伊予駅付近へ移転されることに伴い、行き違い設備増強として3番線の復活が計画され、2015年度（平成27年度）に増設工事が完了した。各ホーム間を連絡する跨線橋が設置されている。駅舎側の線路（1番線）が本線（制限速度100km/h）となっており、停車列車も含めて上下線とも行違がない場合は基本的に1番のりばを通行する。2番のりばと3番線は島式ホームである。

### のりば
| のりば | 路線    | 方向 | 行先                     |
| ------ | ------- | ---- | ------------------------ |
| 1 - 3  | ■予讃線 | 下り | 内子・八幡浜・宇和島方面 |
| 1 - 3  | ■予讃線 | 上り | 松山・伊予北条・今治方面 |

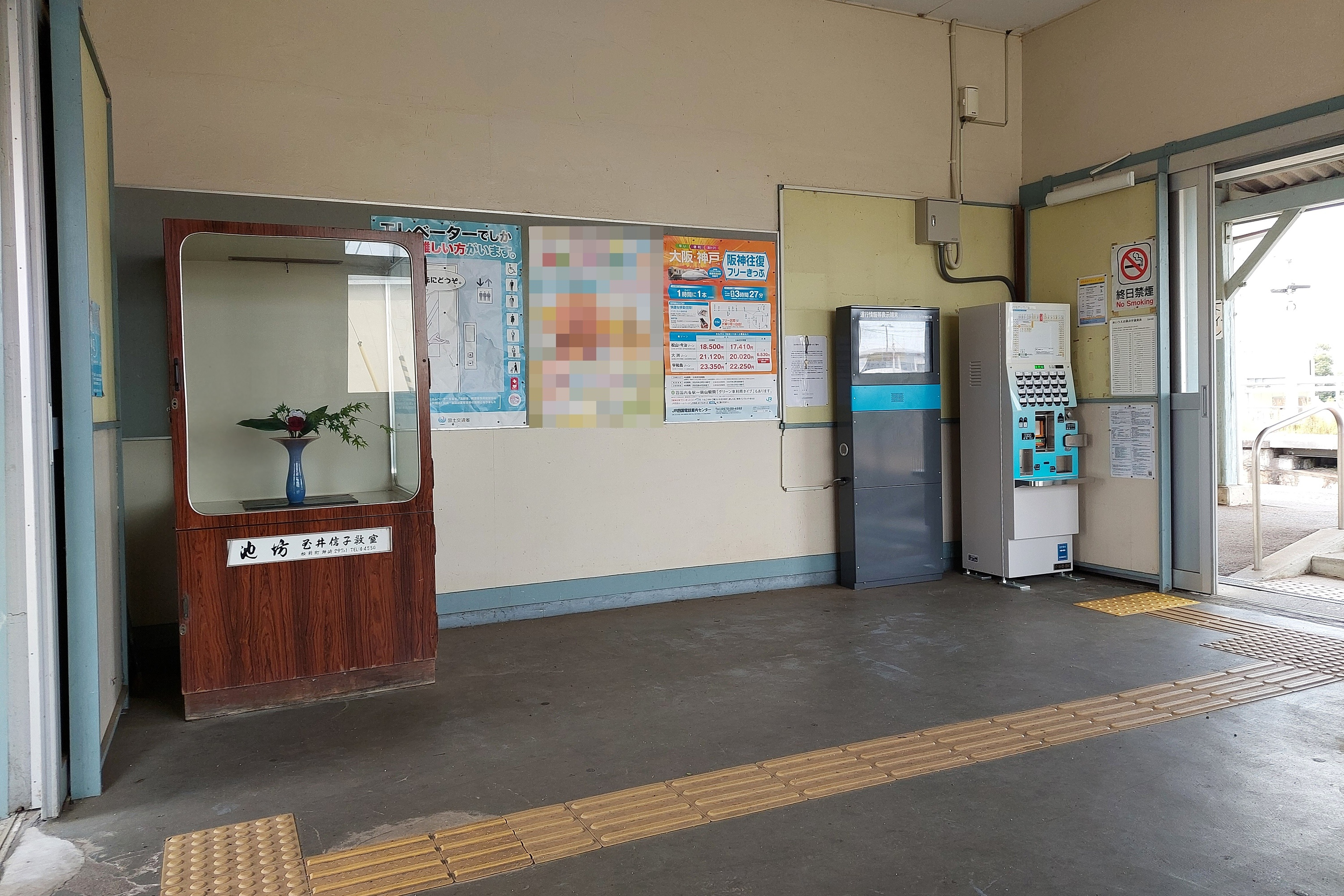
駅舎内（2024年4月）
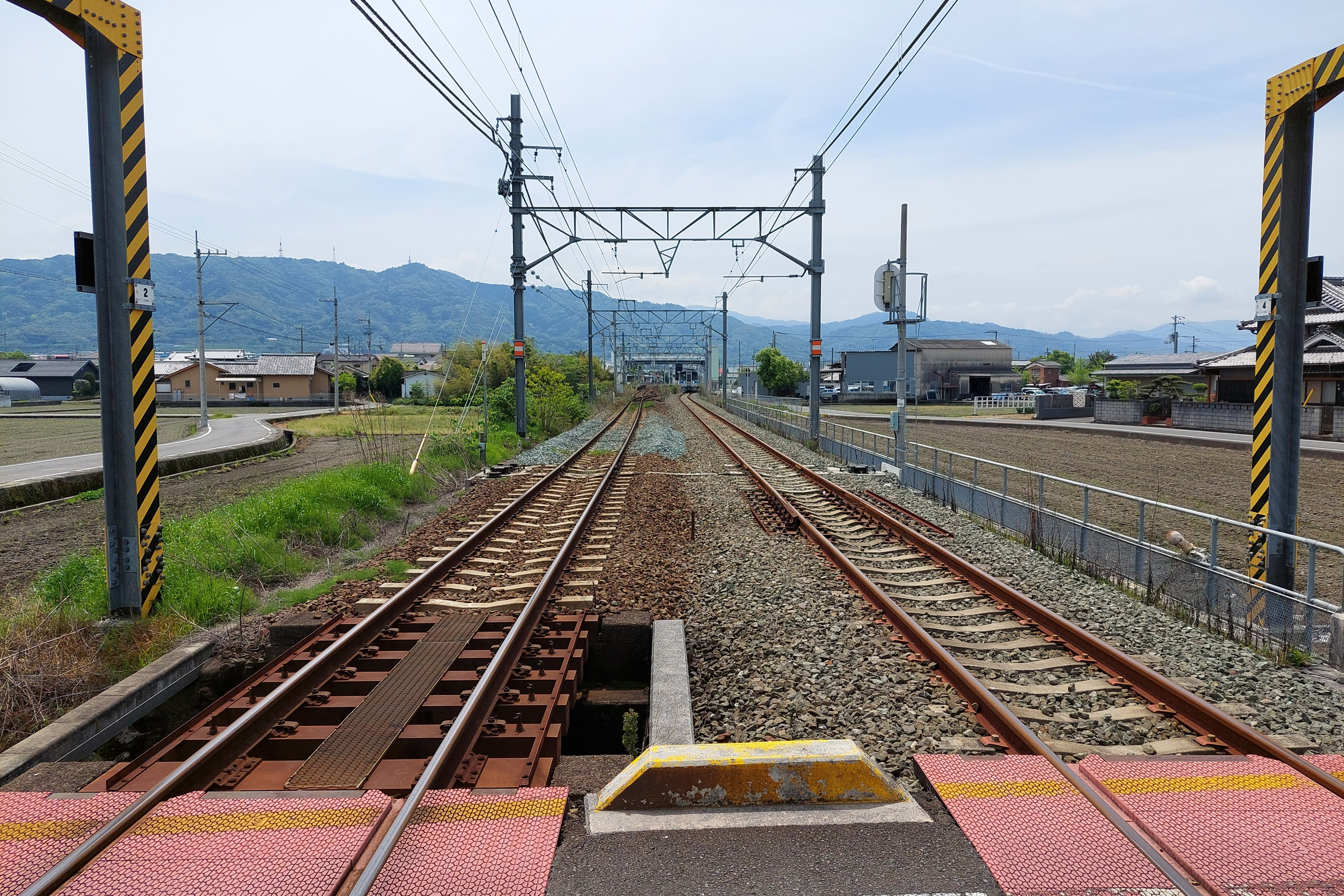
北伊予駅北側（2024年4月）
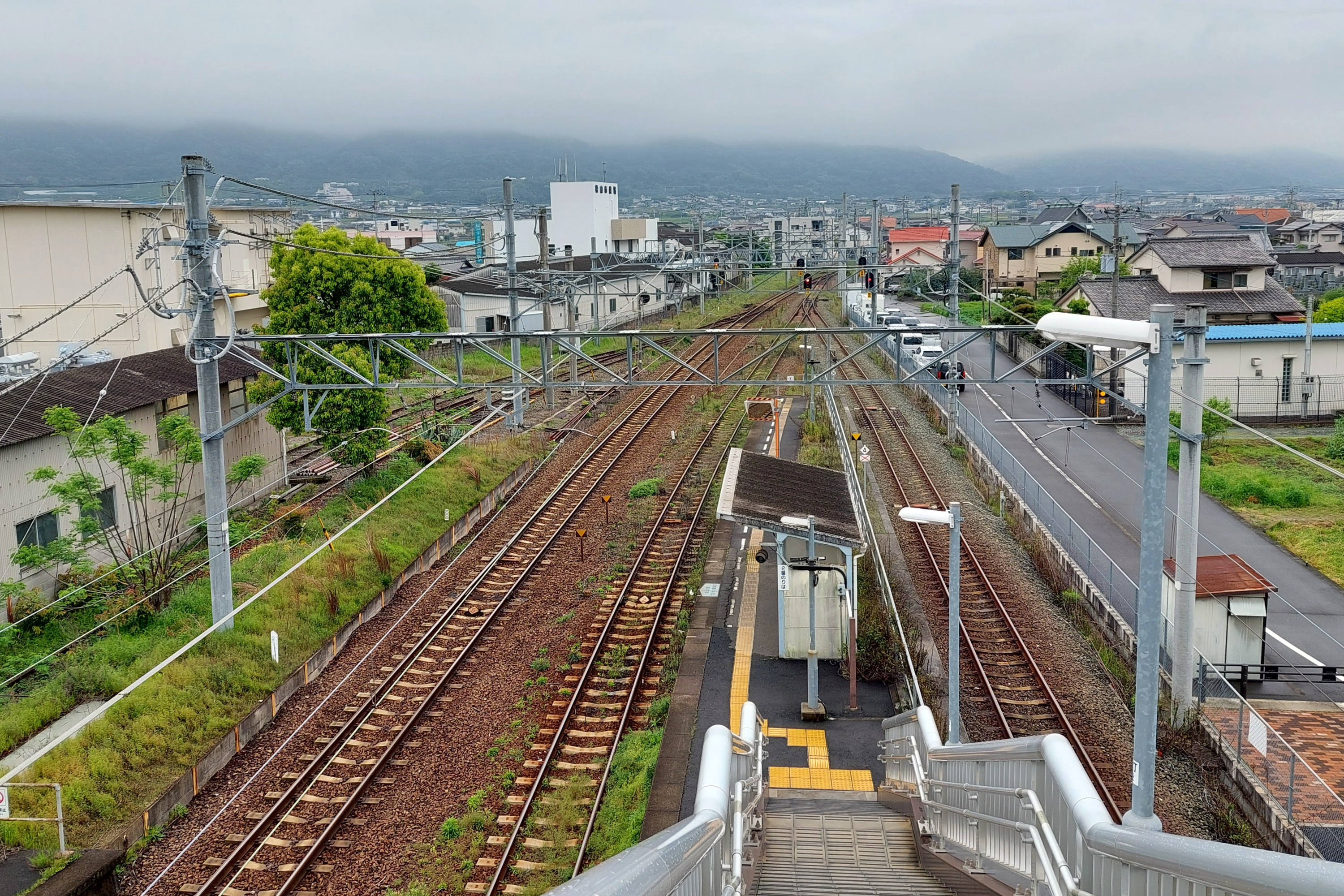
跨線橋から2番のりばを望む（2024年4月）

## 松山貨物駅
松山貨物駅（まつやまかもつえき）は、愛媛県伊予市上三谷にあるJR貨物の貨物駅である。松山駅周辺鉄道高架事業により、松山運転所とともに松山駅から移転・新設された。地理的には北伊予駅から直線距離で南西に約1.5 kmほど離れているが、営業キロは北伊予駅と同一に設定されている。なお、付近にはJR四国の旅客駅として南伊予駅が設けられている。

### 構造
松山運転所に隣接して貨物1-3番線の3本の線路と13両対応のコンテナホームが設けられている。着発線は松山運転所と共有しており、この着発線から当駅の貨物1-3番線が分岐している。構内は電化されており、架線下着発線荷役を行う。貨物2番線がコンテナホームに接する荷役線となっており、貨物1番線は機回しに使用される。この機回し作業はJR四国に委託されている。構内の信号扱い・進路制御も松山運転所の信号扱所で一括して行われる。

### 取扱う貨物の種類
- コンテナ貨物
  - 20 ft大型コンテナを取り扱う。
- 産業廃棄物・特別管理産業廃棄物の取扱許可を得ている。

### 貨物列車
2020年3月14日改正ダイヤでは、5時03分着、20時30分発の1往復の高速貨物列車が設定されている。この列車の伊予西条駅 - 当駅間の運転業務もJR四国に委託されていたが、2022年3月12日より委託運行を終了し、JR貨物による運行となった。

## 駅周辺
- 北伊予郵便局
- 松前町立北伊予小学校
- 松前町立北伊予中学校
- 愛媛県道16号松山伊予線
- 愛媛県道214号八倉松前線 - 当駅の南方に県道16号との重複区間あり。
- 愛媛県道218号北伊予停車場線
- 福徳泉公園
- 伊予神社
- 惠依彌二名神社
- 高忍日賣神社

### バス路線
「北伊予駅前」停留所にて、伊予鉄バスの路線が発着する。
- (31) 北伊予線：松山市駅
- (36) 松前町ひまわりバス：文化センター前 / 役場前

## 隣の駅
四国旅客鉄道（JR四国）
■予讃線
市坪駅 (U01) - 北伊予駅 (U02) - （貨）松山貨物駅 - 南伊予駅 (U02-1)